# 希爾施赫恩爾山

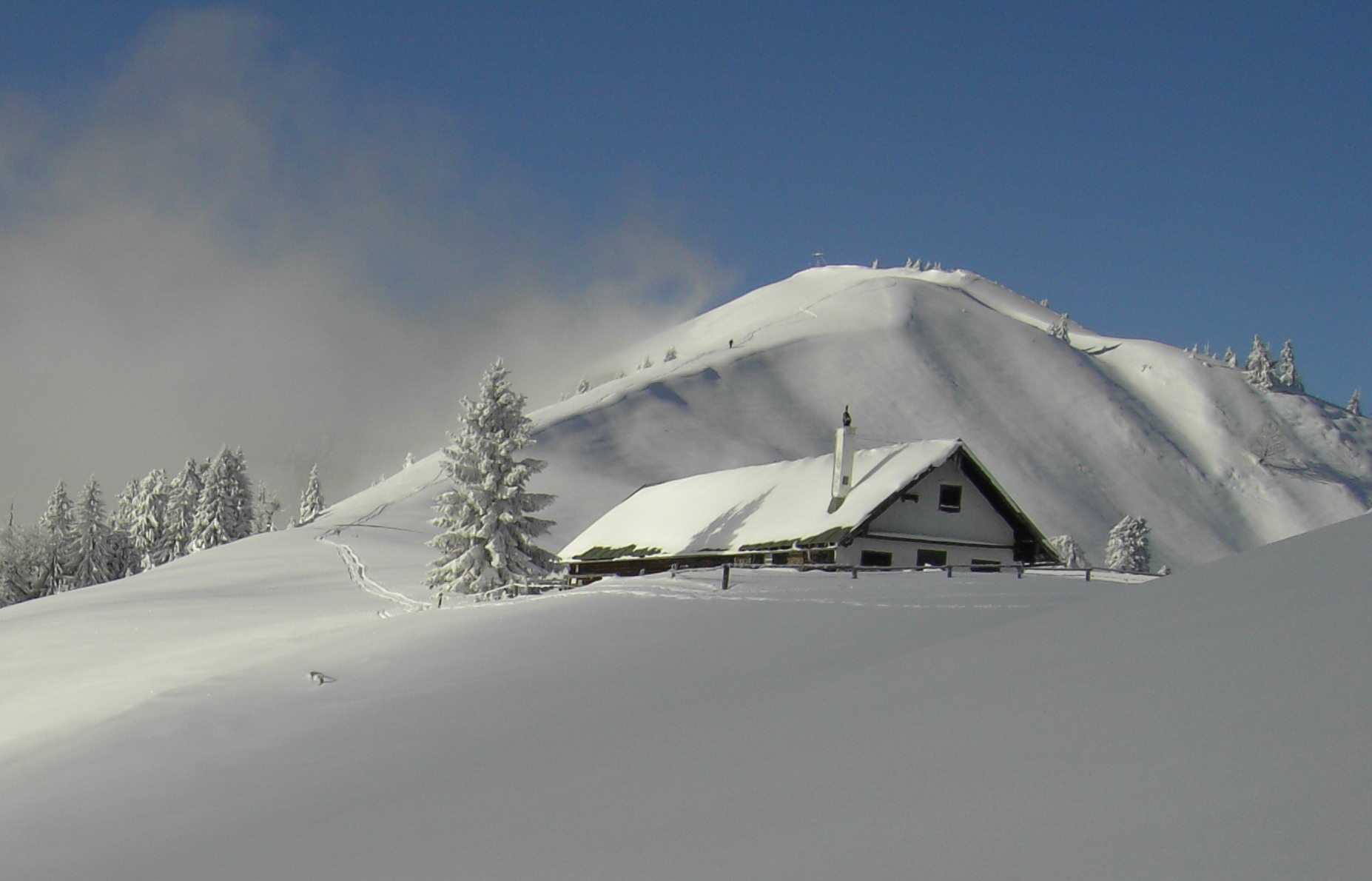

47°37′39″N 11°24′22″E / 47.62750°N 11.40611°E
希爾施赫恩爾山（德語：Hirschhörnlkopf），是德國巴伐利亚州的山峰，位於該國東南部，屬於巴伐利亞前阿爾卑斯山脈的一部分，處於約赫山以東3.8公里，海拔高度1,514米。